# Vincent (Alabama)
Vincent is een plaats (town) in de Amerikaanse staat Alabama, en valt bestuurlijk gezien onder Shelby County en St. Clair County en Talladega County.

## Demografie
Bij de volkstelling in 2000 werd het aantal inwoners vastgesteld op 1853.
In 2006 is het aantal inwoners door het United States Census Bureau geschat op 1960, een stijging van 107 (5.8%).

## Geografie
Volgens het United States Census Bureau beslaat de plaats een oppervlakte van
49,4 km², waarvan 48,9 km² land en 0,5 km² water. Vincent ligt op ongeveer 138 m boven zeeniveau.

## Plaatsen in de nabije omgeving
De onderstaande figuur toont de plaatsen in een straal van 24 km rond Vincent.